# Монблан Ультратрейл
Монблан Ультратрейл (англ. Ultra-Trail du Mont-Blanc) - забег в трейлраннинге. Проходит в последние выходные августа/первые выходные сентября в Альпах, и следует по маршруту Трека вокруг Монблана по территории Франции, Италии и Швейцарии. Изначально дистанция составляла 153 км, но постепенно увеличивалась и на данный момент дистанция составляет  171 км, а суммарный набор высоты - около 10000 м. Попутно были введено несколько более коротких дистанций-спутников. Считается одной из самых сложных трасс в Европе, и одной из самых массовых (принимает участие более 2000 спортсменов). Общее количество участников во всех стартах этого мероприятия доходит до 10 тысяч человек. 
Элитные спортсмены преодолевают дистанцию чуть более чем за 20 часов, у большинства же бегунов это занимает от 30 до 45 часов. Денежный призовой фонд отсутствует.
С 2006 был добавлен второй забег Курмайёр - Шампекс - Шамони - полкруга основной дистанции. Третий забег Sur les Traces des Ducs de Savoie был добавлен в 2009, четвертый Орсьер - Шампекс - Шамони  - в 2014.
Командный забег La Petite Trotte à Léon является несоревновательным, первый старт был дан в 2011. В целях безопасности каждая команда состоит из 2-3 человек. Маршрут и направление забега меняется каждый год. В 2015 он проводился против часовой стрелки.
На сегодняшний день существуют следующие старты:
- UTMB Монблан Ультратрейл (171 км +10040 м) титульная гонка
- CCC Курмайёр - Шампекс - Шамони   (101 км +6100 м)
- TDS Sur les Traces des Ducs de Savoie  (145 км +9100 м) наиболее технически сложная гонка
- OCC Орсьер - Шампекс - Шамони   (53 км +3460 м)
- PTL La Petite Trotte à Léon  (прибл. 300 км +28000 м) командная гонка ( 3 чел.) по немаркированному маршртуту
- MCC: De Martigny-Combe à Chamonix (40 км +2300 м) гонка для местных жителей и волонтеров
- YCC: Youth Chamonix Courmayeur (15 км +1100) детский старт

## Логистика

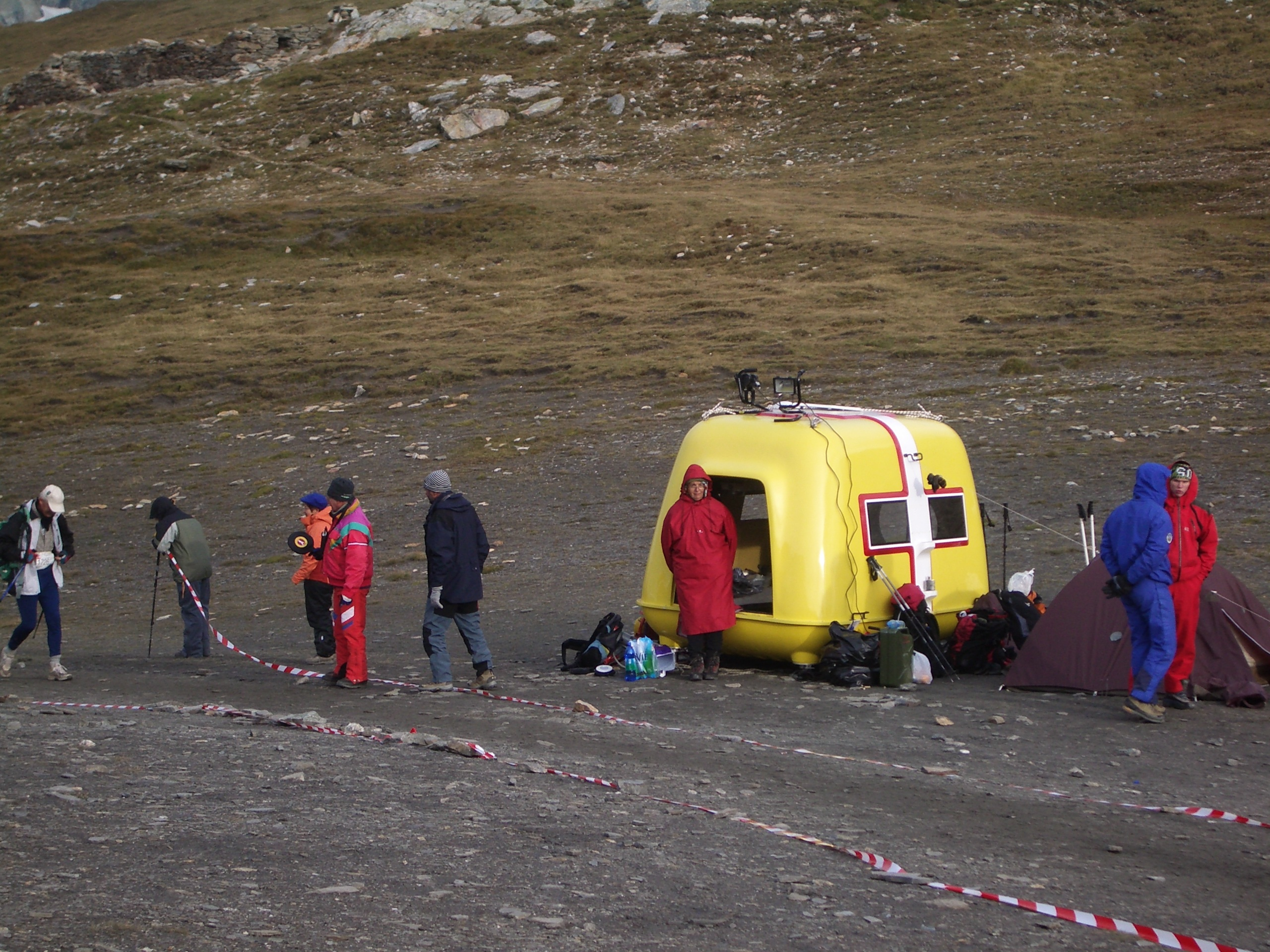
Контрольный пункт, Монблан Ультратрейл 2005

- Забег был организован компанией Northface совместно с ассоциацией Les Trailers du Mont-Blanc.
- В 2015 в организации забега участвовало 15000 волонтеров.
- Компания Northface являлась генеральным спонсором соревнования с 2006 по 2014. С 2015 по 2021 забег титульным спонсором была Columbia. С 2022 года генеральным спонсором является Hoka One One
- С 2014 дополнительным экологическим спонсором является Kuala4k.
- В целях безопасности участники во время соревнования должны брать с собой минимальный набор вещей. Он включает в себя мембранную водонепроницамемую куртку, рюкзак (минимум 2 кг веса), теплую одежду, еду и 1л жидкости, свисток, термозащитное одеяло, аптечку и два  налобных фонарика.
- Каждые 10-15 км на трассе есть пункты питания. Вдобавок, четыре "спасательных станции" предоставляют горячую еду, постели и массаж в Шамони (Франция), Ле Шапьё (Франция), Курмайёр (Италия) и Шампекс (Швейцария).
- В течение забегов Монблан Ультратрейл и Sur les Traces des Ducs de Savoie участники могут получить свои вещи в пунктах Шамони и Курмайёр, заранее оставленные в Курмайёре (для Монблан Ультратрейла) и Корме де Розеланд (для Sur les Traces des Ducs de Savoie).
- В нагрудных номерах участников есть магнитные чипы, которые считываются на каждом из примерно 50 контрольных пунктов. Временные отсечки и текущий рейтинг доступны онлайн и по СМС в реальном времени.
- Соревнование проводится по правилам Международной Ассоциации Трейлраннинга (ИТРА, англ. International Trail Running Association), организация, регулирующая трейловые забеги в регионе Монблана и Альп.
- Забег La Petite Trotte à Léon, в основном, никем не обслуживается, проходит без разметки трассы и станций помощи. Участники полагаются лишь на ограниченное количество пунктов поддержки, горные деревни, местные магазины и рестораны для пополнения запасов еды и ночлега. Трасса преодолевается при помощи GPS, карт и дорожного атласа. Она проходит на высоте  3300 метров (11000 футов). Участники должны финишировать примерно за 6 дней. В целях безопасности каждая команда из 2-3 человек должна иметь с собой радиомаяк. Маршрут изменяется каждый год. Официальных победителей нет.

## Маршрут забега
В целом, маршрут повторяет путь Трека вокруг Монблана, который обычно проходят пешком за 7-9 дней. Эта трасса вокруг Монблана. Она начинается в Шамони (1035 м), идет вверх до Коль де Воза (1653 м) и Ле Контамин (1150 м). Далее вверх до Круа дю Бономм (2479 м), затем спуск до Ле Шапьё (1549 м), который является первой спасательной станцией. Трасса далее уходит на Col de la Seigne (2516 м) у границы с Италией и следует вдоль хребта  Монфавр (2,435 м), а потом вниз до Курмайёра (1190 м), второй спасательной станции. Далее вновь вверх до Refuge Bertone (1989 м) и Arnuva (1769 м) перед подъемом на самую высокую точку - перевал Grand Col Ferret (2537 м), который находится на границе со Швейцарией. Оттуда трасса опять уходит вниз до Пра-де-Фор (1151 м) через Ла Фули (1593 м) к третьей спасательной станции в Шампексе (1391 м). Последний отрезок включает два довольно продолжительных перевала Bovine (1987 м) и Les Tseppes (1932 м), разделенных Trient (1300 м). При спуске к Валорсин (1260 м) трасса опять переходит на территорию Франции, пересекает Аржентьер (1260 м) и ведет к финишу в Шамони, ее стартовой точке.
Маршрут незначительно изменяется каждый год, иногда в целях безопасности. В 2010, дистанция составила 166 км с суммарным набором высоты 9500 м.
Более детальное описание трассы можно найти на официальном сайте пробега: UTMB profile.

## Участие и результаты
- Забег был впервые проведен в 2001.
- Популярность и количество участников забега заметно выросло, хотя в последние годы произошел спад. Количество подавших заявку на участие удвоилось с 700 в 2003 до 1400 в 2004.

В 2005 году 5-тысячный лимит участников был достигнут через 7 месяцев после открытия регистрации.
В 2006 для расширения пула участников, организаторы решили добавить забег спутник Курмайёр-Шампекс-Шамони. Места на участие были распроданы всего за 2 недели.
В 2007 было решено, что спортсмены должны проходить квалификацию, участвуя для этого в квалификационных забегах и набирая очки. В том году 5-тысячный лимит был достигнут менее чем за 24 часа после открытия регистрации.
В 2008 за 8 минут после открытия регистрации подали заявки 6 тысяч участников, за 5 месяцев до самого соревнования.
В 2009 для ограничения количества участников был ужесточены квалификационные критерии. Также была введена жеребьевка, чтобы дать равный шанс всем подавшим заявку и сделать регистрацию более организованной. Несмотря на более строгие критерии отбора, 10% заявок были все равно отклонены. Поэтому в 2010 организаторы подняли квалификационные критерии еще выше, так чтобы отбор производился на основании способностей и опыта участников, и в меньшей степени на везение при жеребьевке.  

### Монблан Ультратрейл
| Год   | Дистанция | Кол-во участников    | Финишировали | Победитель (м)    | Время     | Победитель (ж)   | Время     | Примечание          |
| ----- | --------- | -------------------- | ------------ | ----------------- | --------- | ---------------- | --------- | ------------------- |
| 2003  | 153       | 722                  | 67           | Дачири Дава Шерпа | 20:05:59  | Кристин Моэл     | 29:38:24  | все результаты 2003 |
| 2004  | 155       | 1383                 | 420          | Винсент Делебар   | 21:06:18  | Колет Боркар     | 26:08:54  | все результаты 2004 |
| 2005  | 155       | 2000                 | 774          | Кристоф Жакеро    | 21:11:07  | Лиззи Хоукер     | 26:53:51  | все результаты 2005 |
| 2006  | 158       | 2535                 | 1151         | Марко Олмо        | 21:06:06  | Карин Херри      | 25:22:20  | все результаты 2006 |
| 2007  | 166       | 2319                 | 1437         | Марко Олмо        | 21:31:58  | Никки Кимбол     | 25:23:45  | все результаты 2007 |
| 2008  | 166       | 2500                 | 1269         | Килиан Жорнет     | 20:56:59  | Лиззи Хоукер     | 25:19:41  | все результаты 2008 |
| 2009  | 166       | 2500                 | 1382         | Килиан Жорнет     | 21:33:18  | Кристин Моэл     | 24:56:01  | все результаты 2009 |
| 2010* | 88        | 2400                 | 1130         | Джез Брэгг        | 10:30:37* | Лиззи Хоукер     | 11:47:30* | все результаты 2010 |
| 2011  | 170       |                      | 1133         | Килиан Жорнет     | 20:36:43  | Лиззи Хоукер     | 25:02:00  | все результаты 2011 |
| 2012* | 103       |                      | 2122         | Франсуа Дэн       | 10:32:36* | Лиззи Хоукер     | 12:32:13* | все результаты 2012 |
| 2013  | 168       | 2469                 | 1685         | Ксавьер Тевенар   | 20:34:57  | Рори Босио       | 22:37:26  | все результаты 2013 |
| 2014  | 167       | 2434                 | 1578         | Франсуа Дэн       | 20:11:44  | Рори Босио       | 23:23:20  | все результаты 2014 |
| 2015  | 170       |                      | 1632         | Ксавиер Тевенар   | 21:09:15  | Натали Моклер    | 25:15:33  | все результаты 2015 |
| 2016  | 170       | 2555                 | 1468         | Людовик Поммере   | 22:00:02  | Каролин Шаверо   | 25:15:40  | все результаты 2016 |
| 2017  | 167       |                      |              | Франсуа Дэн       | 19:01:54  | Нурия Пикас      | 25:46:43  | все результаты 2017 |
| 2018  | 170       |                      |              | Ксавиер Тевенар   | 20:44:16  | Франческа Канепа | 26:03:48  | все результаты 2018 |
| 2019  | 170       |                      |              | Пау Капелл        | 20:19:07  | Кортни Дауволтер | 24:34:26  | все результаты 2019 |
| 2020  |           | гонка не проводилась |              |                   |           |                  |           |                     |
| 2021  | 170       |                      |              | Франсуа Дэн       | 20:45:59  | Кортни Дауволтер | 22:30:54  |                     |
| 2022  | 170       |                      |              | Килиан Жорнет     | 19:49:30  | Кэти Шайд        | 23:15:12  |                     |
| 2023  | 170       |                      |              | Уолмсли, Джим     | 19:37:43  | Кортни Дауволтер | 23:29:14  |                     |

- В 2010 и 2012 годах трасса была короче из-за плохих погодных условий.

### Ультратрейл Курмайёр-Шампекс-Шамони
| Год   | Кол-во участников | Финишировали | Победитель (м)                | Время     | Победитель (ж)    | Время     | Примечание          |
| ----- | ----------------- | ------------ | ----------------------------- | --------- | ----------------- | --------- | ------------------- |
| 2006  | 1054              | 854          | Алун Пауэлл                   | 10:53:17  | Корин Фавр        | 10:35:55  | все результаты 2006 |
| 2007  | 1609              | 1332         | Жульен Шорье                  | 10:19:46  | Андреа Циммерманн | 12:28:05  | все результаты 2007 |
| 2008  |                   | 1318         | Гийом Ленорман                | 12:26:04  | Люси Колкхун      | 14:33:37  | все результаты 2008 |
| 2009  |                   | 1266         | Жан Ив Рей                    | 11:40:47  | Шанталь Бег       | 16:51:00  | все результаты 2009 |
| 2010  |                   | 1677         | Ксавьер Тевенар               | 11:57:13  | Мод Гиро          | 14:07:38  | все результаты 2010 |
| 2011  |                   | 1591         | Эммануэль Голт                | 10:10:25  | Вирджини Говиньон | 12:47:11  | все результаты 2011 |
| 2012* |                   | 1585         | Тофол Кастаньер Бернат        | 08:57:04* | Элли Гринвуд      | 11:17:24* | все результаты 2012 |
| 2013  |                   | 1320         | Йорди Бес                     | 11:23:01  | Каролин Шаверо    | 14:12:00  | все результаты 2013 |
| 2014  | 1945              | 1423         | Пол Бартоло                   | 11:21:16  | Анна Лиза Рузетт  | 14:28:48  | все результаты 2014 |
| 2015  |                   | 1470         | Зак Миллер                    | 11:53:32  | Рут Крофт         | 12:54:53  | все результаты 2015 |
| 2016  |                   |              | Мишель Лан                    | 12:10:04  | Мимми Котка       | 13:42:46  | все результаты 2016 |
| 2017  |                   |              | Хейден Хоукс                  | 12:10:04  | Клэр Галлагер     | 12:13:57  | все результаты 2017 |
| 2018  |                   |              | Томас Эванс                   | 10:44:32  | Мяо Яо            | 11:57:46  | все результаты 2018 |
| 2019  |                   |              | Луис Альберто Эрнандо Альсага | 10:28:49  | Рагна Дебац       | 12:10:33  | все результаты 2019 |